# Cabril (Montalegre)
Cabril é uma povoação portuguesa sede da Freguesia de Cabril do Município de Montalegre, freguesia com 46,21 km² de área e 512 habitantes (censo de 2021), tendo, por isso, uma densidade populacional de 11,1 hab./km².

## Demografia
A população registada nos censos foi:
| Distribuição da População por Grupos Etários | Distribuição da População por Grupos Etários | Distribuição da População por Grupos Etários | Distribuição da População por Grupos Etários | Distribuição da População por Grupos Etários |
| -------------------------------------------- | -------------------------------------------- | -------------------------------------------- | -------------------------------------------- | -------------------------------------------- |
| Ano                                          | 0-14 Anos                                    | 15-24 Anos                                   | 25-64 Anos                                   | > 65 Anos                                    |
| 2001                                         | 81                                           | 96                                           | 271                                          | 192                                          |
| 2011                                         | 53                                           | 47                                           | 259                                          | 194                                          |
| 2021                                         | 55                                           | 36                                           | 217                                          | 204                                          |

## Localidades
Além da sede, a freguesia é composta pelas seguintes localidades:
- Azevedo
- Bostochão
- Cavalos
- Chã de Moínho
- Chãos
- Chelo
- Fafião
- Fontaínho
- Lapela
- Pincães
- São Ane
- São Lourenço
- Vila Boa
- Xertelo

## Personalidades
Cabril é a terra natal do navegador João Rodrigues Cabrilho.

## Património
- Igreja Matriz de Cabril;
- Capela de Lapela;
- Capela de Xertelo;
- Capela de Chelo;
- Capela de Pincães;
- Capela de Fafião;
- Capela de Nossa Senhora das Neves.